# Anelis Assumpção
Anelis Assumpção (São Paulo, 16 de maio de 1980) é uma cantora e compositora brasileira.
Seu estilo mescla influências de dub, reggae, afrobeat, rap, música de cabaré, samba e bossa nova.

## Carreira
Anelis nasceu na Penha (distrito de São Paulo). Iniciou a carreira aos 18 anos, fazendo backing vocals na banda do seu pai, o também cantor e compositor Itamar Assumpção. Integrou o grupo DonaZica, ao lado de Iara Rennó e Andréia Dias. Em 2007, começou a se apresentar como solista.
O licenciamento dos direitos autorais sobre as obras do pai para a edição da coleção Caixa Preta rendeu à cantora os recursos necessários para gravar o seu primeiro álbum, em 2011. Sou Suspeita, Estou Sujeita, não Sou Santa foi lançado em CD e disco de vinil. Produzido por Anelis e Zé Nigro, contou com participações de artistas como as cantoras Céu (com quem já havia colaborado no CD Vagarosa), Karina Buhr e Thalma de Freitas, o trombonista Bocato e o baterista Curumin.
A cantora compôs a maioria das músicas, algumas delas em parceria com Beto Villares, Cris Scabello, Luz Marina e Jerry Espíndola.
O álbum começa com uma gravação de Itamar Assumpção e termina com a música Paixão cantada (o urso da cara brilhante) composta e cantada por Rubi Assumpção, filha de Anelis.

## Na TV
Atuou em diversos episódios do Telecurso 2000. Também foi apresentadora do programa Atitude.com, exibido pela TVE Brasil e pela TV Cultura.
Estreou na TV em abril de 2009, apresentando o reality show Ecoprático, da TV Cultura de São Paulo, ao lado de Peri Pane. A série foi lançada em DVD em 2010.
Em 27 de novembro de 2010, passou a apresentar o programa Manos e Minas, também da TV Cultura, junto com o rapper Max B.O.

## Discografia
- 2011 - Sou Suspeita, Estou Sujeita, não Sou Santa
- 2014 - Anelis Assumpção e os Amigos Imaginários[8]
- 2018 - Taurina
- 2023 - Sal

## Prêmios e indicações

### Prêmio Contigo! MPB FM
| Ano  | Categoria                               | Indicação                                  | Resultado |
| ---- | --------------------------------------- | ------------------------------------------ | --------- |
| 2012 | Melhor Álbum Independente               | Sou Suspeita, Estou Sujeita, Não Sou Santa | Indicado  |
| 2018 | Melhor Disco Prêmio Multishow Superjúri | Taurina                                    | Vencedor  |